# Réserve de biosphère de la Forêt-Noire
La Réserve de biosphère de la Forêt-Noire est située dans la Forêt-Noire méridionale et a été créée en 2016. Le bureau est situé dans la ville de Schönau en Forêt-Noire. Après la Réserve de biosphère du Jura souabe créée en 2008, c'est la deuxième réserve de biosphère du Bade-Wurtemberg. À la mi-juin 2017, elle a été reconnue par l' UNESCO comme «Réserve de biosphère de l'UNESCO»

## Développement
L'idée des réserves de biosphère du Bade-Wurtemberg vient de Michael Succow et Markus Rösler en 1991. Dans sa thèse rédigée de 1992 à 1996, Rösler a développé les bases du développement d'une réserve de biosphère du Jura souabe. Elle comprenait également une liste d'autres zones potentielles de biosphère dans toute l'Allemagne, qui comprenait déjà à cette époque la Forêt-Noire méridionale. En 2005, vint la décision politique de créer une première zone dans le Jura souabe (Alb) dans le Bade-Wurtemberg, ce qui a conduit en 2008 à la désignation comme zone de biosphère (nom légal) Jura souabe à proximité du district de domaine de Münsingen, une zone d'entraînement militaire sur 85 300 hectares. Parallèlement à la création du parc national de la Forêt-Noire en 2014 dans le nord de la Forêt-Noire, une sous-zone située entre le Schauinsland, Feldberg et Belchen, Schluchsee et le Wiesental a été délimitée pour sa désignation en tant que deuxième zone de biosphère dans le parc naturel de la Forêt-Noire méridionale. Le 4 janvier 2016, l'ordonnance relative à la nouvelle zone de biosphère de la Forêt-Noire a été signée par le ministre de la conservation de la nature Alexander Bonde (Verts) à Bernau. À la suite de la publication de l'ordonnance au journal officiel du Bade-Wurtemberg, la zone de biosphère a été créée le 1er février 2016. En juin 2016, Walter Kemkes, qui dirigeait auparavant la Réserve de biosphère de Bliesgau, est devenu le premier directeur général de la Réserve de biosphère de la Forêt-Noire.

## Reconnaissance par l'UNESCO
La dépôt de la candidature auprès de l' UNESCO pour le titre de « réserve de biosphère » pour la zone de la Forêt-Noire a été achevée au début du mois d'août 2016. En juin 2017, l'UNESCO  annonce la reconnaissance de la Forêt-Noire en tant que réserve de biosphère de l'UNESCO.

## Localisation
29 communes sont incluses dans la Réserve de biosphère de la Forêt-Noire, dont tout ou partie (*) forment une superficie de 63 236 hectares :
- Arrondissement deLörrach : Aitern, Böllen, Fröhnd, Hausen im Wiesental, Häg-Ehrsberg, Kleines Wiesental, Schönau in the Black Forest, Schönenberg, Schopfheim *, Todtnau, Tunau, Utzenfeld, Wembach, Wieden, Zell im Wiesental

- Arrondissement de Waldshut : Albbruck*, Bernau, Dachsberg, Höchenschwand *, Häuser, Ibach, St. Blasien, Ühlingen-Birkendorf *, Wehr*
- Arrondissement de Breisgau-Hochschwarzwald : Hinterzarten *, Horben, Oberried, Schluchsee*
- Ville de Fribourg im Breisgau*

Des parties du district de Weilheim (district de Waldshut) appartiennent également à la Réserve de biosphère.
Les communes de Feldberg avec le (mont) Feldberg lui-même, Steinen et Todtmoos, bien qu'initialement incluses au projet, ont décidé de ne pas participer.

## Activité humaine et nature
Grâce à la coopération du parc naturel de la Forêt-Noire méridionale, des villes et des communautés de la Réserve de biosphère, des partenaires régionaux, des offices du tourisme et de la société Schwarzwald Tourismus GmbH, un large éventail d'activités de loisirs, de nature et de tourisme est organisé. La Réserve de la biosphère est bien reliée par bus et par train..
La Réserve de biosphère de la Forêt-Noire organise chaque année les Semaines culinaires de l'Hinterwälder, qui contribuent à la préservation du bétail de l'Hinterwälder, une race bovine typique de la Forêt-Noire. Plus de vingt restaurateurs de la région y participent.
Dans la Réserve de biosphère de la Forêt-Noire, il est possible de faire un service écologique d'un an, en allemand : FÖJ, Freiwilliges Ökologisches Jahr (en), pour la conservation de l'environnement et de la nature. Les étudiants ont la possibilité d'y effectuer leur stage obligatoire et de se familiariser avec tous les départements et domaines de travail de l'administration de la Réserve de biosphère. Les enfants et les jeunes peuvent explorer la nature en tant que gardes juniors.
Le bureau de la Réserve de biosphère de la Forêt-Noire se considère comme une « agence de développement de la zone de biosphère ». Il informe, coordonne et promeut diverses activités et projets dans le domaine de la biosphère. Ce faisant, il s'inspire du modèle d'une réserve de biosphère de l'UNESCO.

## Littérature
- Markus Rösler: Emplois à travers la conservation de la nature en utilisant l'exemple des réserves de biosphère et de la région modèle du Jura souabe moyen. Ed. IG Bauen-Agrar-Umwelt, NABU Baden-Württemberg, Touristikgemeinschaft Schwäbische Alb,  (ISBN 3-923755-79-1).